# 第25回全国中等学校蹴球選手権大会
第25回全国中等学校蹴球選手権大会（だい25かいぜんこくちゅうとうがっこうしゅうきゅうせんしゅけんたいかい）は、大阪毎日新聞主催により1947年1月に臨時大会として、関西とその近隣県のみで開催された全国中等学校蹴球選手権大会である。

## 参加チーム
- 京都一中(京都)
- 京都二中(京都)
- 京都松原中(京都)
- 八尾中(大阪)
- 市岡中(大阪)
- 堺中(大阪)
- 住吉中(大阪)
- 明星商(大阪)
- 神戸一中(兵庫)
- 神戸二中(兵庫)
- 神戸三中(兵庫)
- 神戸市一中(兵庫)
- 兵庫二商(兵庫)
- 尼崎中(兵庫)
- 姫路中(兵庫)
- 関西学院中(兵庫)
- 灘中(兵庫)
- 和歌山中(和歌山)
- 関西中(岡山)
- 岡山二中(岡山)
- 高松中(香川)

## 試合結果

### 1回戦
- 八尾中 1 - 1 岡山二中（抽選）
- 市岡中 1 - 1 姫路中（抽選）
- 京都二中 3 - 0 兵庫二商
- 堺中 5 - 1 住吉中
- 高松中 2 - 1 神戸市一中

### 2回戦
- 和歌山中 6 - 0 関西学院中
- 京都松原中 3 - 1 尼崎中
- 神戸三中 6 - 1 京都一中
- 神戸二中 2 - 0 関西中
- 神戸一中 9 - 0 灘中
- 高松中 1 - 0 明星中
- 堺中 3 - 0 京都二中
- 市岡中 1 - 0 八尾中

### 準々決勝
- 和歌山中 2 - 1 京都松原中
- 神戸三中 5 - 0 神戸二中
- 神戸一中 5 - 0 高松中
- 堺中 2 - 0 市岡中

### 準決勝
- 神戸三中 2 - 2 和歌山中（抽選）
- 神戸一中 3 - 0 堺中

### 決勝
- 神戸一中 2 – 1 神戸三中